# Chantenay-Saint-Imbert
Chantenay-Saint-Imbert este o comună în departamentul Nièvre din centrul Franței. În 2009 avea o populație de 1.256 de locuitori.

## Evoluția populației
| An        | 1975  | 1982  | 1990  | 1999  | 2006  | 2009  |
| --------- | ----- | ----- | ----- | ----- | ----- | ----- |
| Populație | 1.247 | 1.106 | 1.201 | 1.190 | 1.251 | 1.256 |